# ヤン・ファン・アーケン
ヤン・ファン・アーケン（ドイツ語: Jan van Aken、1961年5月1日 - ）は、ドイツの政治家。左翼党共同党首、連邦議会議員。

## 経歴
ラインベークで生まれる。ハンブルク大学で生物学を学び、博士号を取得。遺伝子組み換え食品の危険性に関する研究をしていた。グリーンピースで働き、2003年から2006年の間には国連の生物兵器査察官を務めていた。
2009年の連邦議会選挙に左翼党から立候補し、初当選。2013年の連邦議会選挙でも議席を獲得したが、2017年の連邦議会選挙には出馬しない意向を表明した。
2024年の党大会で、イネス・シュベルトナーとともに左翼党の共同党首に選出された。
2025年の連邦議会選挙では、ハイディ・ライヒネックとともに党の筆頭候補として立候補して、8年ぶりに議席を獲得した。